# Мисс США 2011
Мисс США 2011 (англ. Miss USA 2011) — юбилейный 60-й конкурс красоты Мисс США, проводился в театре исполнительских искусств, Лас Вегас, штат Невада, 19 июня 2011 года. Победительнице конкурса красоты стала Алиса Кампанелла из штата Калифорния Победительница представляла США на международном конкурсе красоты Мисс Вселенная 2011, проходивший в Сан-Паулу, Бразилия, 12 сентября 2011 года.
Первый раз, когда шестнадцать полуфиналисток были выбраны путём онлайн-голосование и СМС-сообщений. В связи с этим, формат соревнований изменён с традиционных финальных соревнований по подсчёту очков на Reality television и Чемпионата мира по футболу. Исключения группы стилей: Топ 16, Топ 8 и Топ 4, как на Мисс Земля.
This pageant gained attention on the internet, when a video of all the contestant's answers to the question, whether evolution should be taught in school, was put on YouTube. Only two contestants affirmed that it should be taught, with the others confusing the question with the debate on evolution of species vs. creationism, or stating that both should be taught.
Этот конкурс красоты привлёк к себе внимание в Интернете, когда на сайте YouTube появилось видео с опросом участниц о том, что следует ли преподавать эволюцию в школе. Только две участницы смогли ответить утвердительно, остальные запутались с вопросом Только две участницы ответили утвердительно, остальные запутались с вопросом.

## Закулисье

### Отбор участников
Участницы из 50 штатов и Округ Колумбия отбирались с июля 2010 по январь 2011 года. Первым штатом, где был проведён отборочный тур стала Калифорния, местный конкурс проводился 10 июля 2010 год. Последним стал штат Арканзас, проводился 9 января 2011 года. Первоначально, в конкурсе участвовало восемь участниц принимавшие в другом конкурсе красоты, Юная мисс США. Но позже, число возросло до девяти после того, когда одна из них снялась с участия и одна бывшая победительница Мисс Америка.
Две обладательницы титула были выбраны после того, как прежние две участницы не смогли принять участие. Эмили Джонсон, штат Мэн, снялась с участия 17 апреля 2011 года из-за свадьбы сестры, который проводился в день проведения конкурса. Её заменила Эшли Марбл, ставшая Второй Вице мисс на «Мисс Мэн 2011». Шалетта Таванна Портерфилд победительница «Мисс Висконсин 2011», снялась с участия 12 мая 2011 года, после того, как окружной суд Округа Дейн обвинил её в трёх кражах. Её заменила Джордан Моркин, ставшая Второй Вице мисс «Мисс Висконсин США 2011».

## Результаты
| Финальный результат | Участница |
| ------------------- | --- |
| Мисс США 2011       | - Калифорния — Алиса Кампанелла |
| 1-я Вице Мисс       | - Теннесси — Эшли Дюрхем |
| 2-я Вице Мисс       | - Алабама — Мэделин Митчелл |
| 3-я Вице Мисс       | - Техас — Ана Родригес |
| Топ 8               | - Гавайи — Анджела Берд - Мэн — Эшли-Линн Мрамор - Мэриленд — Эллин Роуз - Южная Каролина — Кортни Тернер |
| Топ 16              | - Аризона — Бриттани Брэннон - Флорида — Лиссетт Гарсия - Джорджия — Кайлин Реке - Индиана — Джиллиан Вундерлих - Миссури — Хоуп Дрискилл - Нью-Мексико — Бриттани Толл ‡ - Нью-Йорк — Эмбер Коллинз - Юта — Джейми Крэндалл |

‡ Вошла в Топ 16, как выбор зрителей по средствам Интернет.

### Специальные награды
| Награда              | Участница                    |
| -------------------- | ---------------------------- |
| Мисс Конгениальность | - Кентукки — Киа Хэмптон     |
| Мисс Фотогеничность  | - Аризона — Бриттани Брэннон |

## Участницы
| Штат                       | Участница            | Возраст | Рост | Родной город/регион | Место         | Примечание |
| -------------------------- | -------------------- | ------- | ---- | ------------------- | ------------- | --- |
| Алабама                    | Мэдлин Митчелл       | 22      | 177  | Раселвил            | 2-я Вице мисс | Позже Мисс Америка 2015 |
| Аляска                     | Джессика Чакрэн      | 24      | 175  | Анкоридж            |               | |
| Аризона                    | Бриттани Брэннон     | 22      | 172  | Пэрадайз-Вэлли      | Топ 16        | |
| Арканзас                   | Лакинн МакБрайд      | 20      | 170  | Уайт-Холл           |               | |
| Калифорния                 | Алисса Кампанелла    | 21      | 180  | Лос-Анджелес        | Мисс США 2011 | В прошлом «Miss New Jersey Teen USA 2007» |
| Северная Каролина          | Бриттани Ли York     | 21      | 170  | Уилмингтон          |               | |
| Южная Каролина             | Кортни Хоуп Тёрнер   | 21      | 170  | Норт-Огаста         |               | В прошлом «Юная мисс США 2009» |
| Колорадо                   | Блэр Гриффит         | 23      | 165  | Денвер              |               | В прошлом «Юная Мисс Колорадо 2006» |
| Коннектикут                | Регина Тёрнер        | 21      | 167  | Хартфорд            |               | |
| Северная Дакота            | Брэнди Шенберг       | 26      | 170  | Бисмарк             |               | |
| Южная Дакота               | Чандра Бернхэм       | 23      | 175  | Хаймор              |               | |
| Делавэр                    | Кэти Хэнсон          | 20      | 170  | Ньюарк              |               | Участница Последний герой: Филиппины |
| Вашингтон (округ Колумбия) | Хизер Суонн          | 23      | 170  | Вашингтон           |               | |
| Флорида                    | Лиссетт Гарсия       | 26      | 172  | Майами              |               | |
| Джорджия                   | Кайлин Реке          | 22      | 177  | Сувейни             |               | |
| Гавайи                     | Анджела Берд         | 23      | 175  | Гонолулу            |               | |
| Айдахо                     | Эрза Халити          | 20      | 170  | Меридиан            |               | |
| Иллинойс                   | Анжела Спэрроу       | 25      | 172  | Чикаго              |               | |
| Индиана                    | Джиллиан Вундерлих   | 20      | 170  | Кокомо              |               | В прошлом «Юная мисс Флорида 2008» |
| Айова                      | Ребекка Голдсмит     | 26      | 165  | Чаритон             |               | |
| Канзас                     | Джейми Стоукс        | 20      | 165  | Ленекса             |               | В прошлом «Юная мисс Канзас 2007» |
| Кентукки                   | Киа Хэмптон          | 22      | 167  | Луисвилл            |               | |
| Луизиана                   | Пейдж Пеннок         | 21      | 170  | Шривпорт            |               | |
| Мэн                        | Эшли Линн Марбл      | 27      | 167  | Топсфилд            |               | В прошлом «Юная мисс Мэн 2000». Первоначально стала Первой Вице мисс, получила титул после того, как победительница Эмили Джонсон сняла своё участие в апреле 2011 года из-за посещения свадьбы сестры. |
| Мэриленд                   | Эллин Роуз           | 22      | 182  | Ньюбург             |               | Позже «Мисс Округ Колумбия 2012» |
| Массачусетс                | Алида Д’Ангона       | 24      | 175  | Бостон              |               | |
| Мичиган                    | Ченнинг Пирс         | 24      | 170  | Ройал-Ок            |               | |
| Миннесота                  | Бриттани Ли Телеманн | 24      | 172  | Плимут              |               | |
| Миссисипи                  | Кили Паттерсон       | 20      | 162  | Старквил            |               | |
| Миссури                    | Надежда Дрискилл     | 21      | 175  | Джефферсон-Сити     |               | Участница Последний герой: Карамоан |
| Монтана                    | Бриттани Уайзер      | 23      | 173  | Бозмен              |               | В прошлом «Мисс Монтана 2009» |
| Небраска                   | Хейли Херольд        | 23      | 175  | Омаха               |               | |
| Невада                     | Сара Чепмэн          | 27      | 175  | Хендерсон           |               | Сестра Эллен Чапман, «Мисс Калифорния 2004» |
| Нью-Гэмпшир                | ЛейсиДжейн Фолджер   | 22      | 170  | Фармингтон          |               | |
| Нью-Джерси                 | Джулианна Уайт       | 22      | 170  | Хаддон-Тауншип      |               | В прошлом «Юная мисс Нью-Джерси 2006» |
| Нью-Йорк                   | Эмбер Коллинз        | 24      | 170  | Вашингтон-Хайтс     |               | |
| Нью-Мексико                | Бриттани Толл        | 24      | 167  | Лас-Крусес          |               | В прошлом «Юная мисс Нью-Мексико 2005» |
| Огайо                      | Эшли Колдуэлл        | 24      | 175  | Галиполис           |               | |
| Оклахома                   | Лорен Ландин         | 23      | 175  | Эдмонт              |               | |
| Орегон                     | Алайна Бергсма       | 21      | 190  | Юджин               |               | Участница «National Sweetheart 2008» |
| Пенсильвания               | Шина Моннин          | 26      | 173  | Питтсбург           |               | |
| Род-Айленд                 | Кейт МакКоги         | 23      | 170  | Линкольн            |               | |
| Теннесси                   | Эшли Дюрхем          | 22      | 167  | Брентвуд            |               | В прошлом «Юная мисс Теннесси 2006» |
| Техас                      | Ана Родригес         | 20      | 180  | Ларедо              |               | |
| Юта                        | Кендил Белл          | 24      | 172  | Санди               |               | |
| Вермонт                    | Джейми Дрэгон        | 25      | 172  | Берлингтон          |               | |
| Виргиния                   | Кэтрин Малдун        | 26      | 170  | Верджиния-Бич       |               | |
| Вашингтон                  | Кристина Кларк       | 22      | 167  | Сиэтл               |               | |
| Западная Виргиния          | Андреа Роджер        | 24      | 178  | Мартинсберг         |               | В прошлом «Юная мисс Западная Виргиния 2003» |
| Висконсин                  | Эмили Герин          | 22      | 167  | Грин-Бей            |               | Первоначально стала Первой Вице мисс, получила титул после того, как победительница Шалетта Портерфилд сняла своё участие с конкурса после того, как окружной суд Округа Дейн обвинил её в трёх кражах. |
| Вайоминг                   | Холли Аллен          | 24      | 172  | Ландер              |               | |

## Празднование титулованных владельцев
В честь празднования 60-летия «Мисс США», организаторами были приглашены практически все победительницы обладавшие титулом «Мисс США»:

| - Мирна Хансен — Мисс США 1953 из штата Иллинойс - Мириам Стивенсон — Мисс США/Мисс Вселенная 1954 из штата Южная Каролина - Шарлотт Шеффилд — Мисс США 1957 из штата Юта - Терри Хантингтон — Мисс США 1959 из штата Калифорния - Марита Озерс — Мисс США 1963 из штата Иллинойс - Бобби Джонсон — Мисс США 1964 из штата Округ Колумбия - Сью Дауни — Мисс США 1965 из штата Огайо - Сильвия Хичкок — Мисс Вселенная 1967 из штата Алабама - Уэнди Даском — Мисс США 1969 из штата Виргиния - Таня Уилсон — Мисс США 1972 из штата Гавайи - Карен Моррисон — Мисс США 1974 из штата Иллинойс - Барбара Петерсон — Мисс США 1976 из штата Миннесота - Кимберли Тоумз — Мисс США 1977 из штата Техас - Джуди Андерсен — Мисс США 1978 из штата Гавайи - Джайнин Форд — Мисс США 1980 из штата Аризона - Терри Атли — Мисс США 1982 из штата Арканзас - Джули Хайек — Мисс США 1983 из штата Калифорния - Гретхен Полемус — Мисс США 1989 из штата Техас - Кэрол Гист — Мисс США 1990 из штата Мичиган | - Шэннон Маркетик — Мисс США 1992 из штата Калифорния - Кеня Мур — Мисс США 1993 из штата Мичиган - Лу Паркер — Мисс США 1994 из штата Южная Каролина - Челси Смит — Мисс Вселенная 1995 из штата Техас - Шэнна Моуклер — Мисс США 1995 из штата Нью-Йорк - Брук Махеалани Ли — Мисс Вселенная 1997 из штата Гавайи - Брэнди Шервуд — Мисс США 1997 из штата Айдахо - Шавнае Джубиа — Мисс США 1998 из штата Массачусетс - Кимберли Пресслер — Мисс США 1999 из штата Нью-Йорк - Кэндес Крюгер — Мисс США 2001 из штата Техас - Сьюзи Кастильо — Мисс США 2003 из штата Массачусетс - Шанди Финнесси — Мисс США 2004 из штата Миссури - Челси Кули — Мисс США 2005 из штата Северная Каролина - Тара Коннер — Мисс США 2006 из штата Кентукки - Рэйчел Смит — Мисс США 2007 из штата Теннесси - Кристл Стюарт — Мисс США 2008 из штата Техас - Кристен Далтон — Мисс США 2009 из штата Северная Каролина - Рима Факих — Мисс США 2010 из штата Мичиган - Алиса Кампанелла — Мисс США 2011 из штата Калифорния |

## Судьи

### Предварительные Судьи
- Би Джей Коулман
- Брайан Фиттерер
- Кристи Бир
- Коллин Грилло
- Фред Нельсон
- Лорен Айвестер
- Марк Роджерс
- Валери Ном
- Уэйн Бернат

### Окончательные судьи
- Маркус Аллен[англ.]
- Тайсон Чандлер
- Рокко Деспирито[англ.]
- Мэриэл Хемингуэй
- Пенн Джиллетт
- Лил Джон
- Кэролайн Мансо[англ.]
- Сулейка Ривера, победительница конкурса Мисс Вселенная 2006
- Сьюзи Вайс-Фишманн

## Фоновая музыка
- Выход Конкурсанток: «On the Floor» — Дженнифер Лопес с Pitbull
- Выход в купальниках: «Blow» — Kesha
- Выход в вечерних платьях: «Written in the Stars» — Тайни Темпа с Эрик Тёрнер (живое исполнение)

## Телевизионный рейтинг
За первый час просмотра конкурса на телеканале NBC, число зрителей составило — 6 600 000 зрителей. За второй час, аудитория выросла до 7,8 млн.

### Комментарии
1. ↑  На момент участия в конкурсе